# Alex Lowe
Pour les articles homonymes, voir Lowe.
Ne doit pas être confondu avec Jeff Lowe, autre alpiniste américain
Stewart Alexander Lowe, dit Alex Lowe, né le 24 décembre 1958 à Frederick (Maryland) et mort le  5 octobre 1999 sur le Shishapangma, dans la région autonome du Tibet, en Chine, est un alpiniste américain de la fin du XXe siècle. Il est mort dans une avalanche avec David Bridges, cadreur de l'expédition, et leurs corps n'ont été retrouvés qu'en 2016.

## Biographie
Alex Lowe est le premier alpiniste qui a réussi l'ascension du pic Rakekniven en Antarctique (Terre de la Reine-Maud), en 1997, avec Conrad Anker et Jon Krakauer.

## Expédition au Shishapangma en 1999
Alex Lowe et Conrad Anker ont pour objectif de skier sur les pentes du Shishapangma, une première. Ils sont accompagnés par une équipe de tournage de NBC et notamment l'ancien parapentiste David Bridges. Le 5 octobre, le temps est au beau fixe et les alpinistes sont séparés en deux groupes sur deux itinéraires parallèles. Lorsqu'une avalanche se déclenche, aux alentours de 5 800 mètres d'altitude, elle ne laisse pas beaucoup de chances aux grimpeurs en dessous. Le premier groupe parvient à trouver un abri. Le second a moins de chance. Alex Lowe, 40 ans, et David Bridges, 29 ans, sont introuvables. Conrad Anker arrive à s'extirper d'une épaisse couche de neige. Il est sérieusement blessé mais se lance immédiatement à la recherche de ses deux camarades, en vain.